# Angela Groppi
Angela Groppi (1946 – 23 febbraio 2020) è stata una storica italiana.

## Biografia
Nel 1972 si laureò a La Sapienza, relatore Rosario Romeo, con una tesi sulla Rivoluzione francese, in particolare sui testi degli Enragés.
Nel 1973-74 passò un periodo di studio alla Sorbona sotto la supervisione di Albert Soboul.
In seguito dedicò la sua attenzione alla storia dell'assistenza sociale, compresa quella nell'ambito familiare, con particolare riguardo alla storia delle donne e al lavoro femminile. I suoi contributi scientifici sono rilevanti nell'ambito della storia di genere: in particolare, indagando la figura di Olympe de Gouges, individuò nella problematica della rivoluzione francese un punto cadine dei problemi della cittadinanza femminile (I dilemmi della cittadinanza, 1993).
Contribuì alla fondazione della rivista «Memoria. Rivista di storia delle donne» e della «Società italiana delle storiche», e prese parte alla direzione della rivista "Passato e presente. Rivista di storia contemporanea" dal 1989 al 1998.
Tra il 1982 e il 1995 lavorò come ricercatrice presso la Fondazione Basso; infine, nel 2005 divenne docente associato di Storia moderna presso La Sapienza.

## Opere

### Monografie
- Gabriella Bonacchi e Angela Groppi (a cura di), Il dilemma della cittadinanza. Diritti e doveri delle donne, Roma-Bari, Laterza, 1993, ISBN 8842041653.
- Angela Groppi, I conservatori della virtù: donne recluse nella Roma dei papi, Roma, Laterza, 1994, ISBN 884204430X.
- Angela Groppi, Il lavoro delle donne, in Angela Groppi (a cura di), Il lavoro delle donne, vol. 2, 1ª ed., Roma-Bari, Laterza, 1996  [1996],  pp. 119-163, ISBN 9788842048688.
- Angela Groppi, Il welfare prima del welfare. Assistenza alla vecchiaia e solidarietà tra generazioni a Roma in età moderna, Roma, Viella, 2010, ISBN 8883344278.
- Angela Groppi (a cura di), Gli abitanti del ghetto di Roma -La Descriptio Hebreorum del 1733, Roma, Viella, 2014, ISBN 8867283499.

### Articoli su rivista
- Angela Groppi, Assistenza alla vecchiaia e solidarietà tra generazioni in età moderna, in Ida Fazio e Daniela Lombardi (a cura di), Generazioni : legami di parentela tra passato e presente : atti del Convegno, Pisa, 29 settembre-1 ottobre 2005, Roma, Viella, 2006,  pp. 51-68, DOI:10.1400/167311, ISBN 9788883342240, 2462728. URL consultato il 30 dicembre 2020.
- Angela Groppi, Il diritto del sangue. Le responsabilità familiari nei confronti delle vecchie e delle nuove generazioni (Roma, secoli XVIII-XIX)., in Quaderni storici, vol. 31, n. 92, Il Mulino, 1996,  pp. 305-333. URL consultato il 30 dicembre 2020.
- (FR) Angela Groppi, Dots et institutions: la conquête d’un «patrimoine»(Rome, XVIIIe-XIXe siècle)., in Clio. Histoire‚ femmes et sociétés, vol. 7, 1998, DOI:10.4000/clio.349. URL consultato il 30 dicembre 2020.
- Gabriella Bonacchi, Angela Groppi e Margherita Pelaja, I conflitti domestici - Strategie di controllo tra Stato pontificio e Stato unitario, in Publications de l'École Française de Rome, 1986,  pp. 185-205.